# Alan F. Horn
Alan F. Horn, né le 28 février 1943,  est un homme d'affaires et cadre dirigeant américain, qui fut notamment président de Walt Disney Studios du 31 mai 2012, au 31 décembre 2021,.

## Biographie
Alan Horne a grandi sur Long Island, à New York et vit actuellement dans le quartier de East Gate Bel Air (en) de Los Angeles, en Californie.
Avant de se joindre à la Walt Disney Company le 31 mai 2012 afin de succéder à Rich Ross (prédécesseur quittant ses fonctions à la suite de l'échec retentissant du film John Carter), Horn était  le président et le COO de la Warner Bros depuis octobre 1999 qui, sous sa présidence a connu de nombreux succès tel que les franchises Batman et Harry Potter. La Warner avait elle-même précédé la 20th Century Fox où Alan Horn y travaillait comme producteur, et à la Tandem Productions. Il a également fondé le studio Castle Rock Entertainment, une société qu'il a vendue à Warner Bros.. Le 1er mai 2019, Disney nomme Alan Horn Chief Creative Officer (en) et co-président de Walt Disney Studios, aux côtés d'Alan Bgerman ,,.
Il est également présent au comité de direction d'Univision Network.